# میدان هوایی تالقان
فرودگاه تالقان (به انگلیسی: Taloqan Airport) یک فرودگاه همگانی با کد یاتا TQN است . این فرودگاه در شهر تالقان کشور افغانستان قرار دارد و در ارتفاع ۸۱۶ متری از سطح دریا واقع شده است.